# Quepapas
Les Quepapas sont des boulettes panées, de la taille d'une bouchée, constituées de pommes de terre farcies au fromage, épicées au piment jalapeño et vendues par Pizza Hut pour accompagner les pizzas.
Elles ont été introduites au Mexique dès le début des années 2000 et seulement en 2005 sur le marché américain.
Le nom Quepapas est formé par la contraction des termes espagnols queso (fromage) et papas (pommes de terre), qui désignent les principaux ingrédients de ce mets. Ce nom est une marque commerciale de la société Pizza Hut.
Au Mexique, on peut en obtenir dans des paquets promotionnels de pizzas et on les trouve dans la majorité des établissements de la chaîne Pizza Hut en boîtes de douze pièces pour le prix de 29 pesos, tandis qu'aux États-Unis elles sont proposées en caissettes de 15 pièces à environ 3,99 dollars.
Le succès des Quepapas a donné un avantage concurrentiel à Pizza Hut face à son principal concurrent Domino's Pizza. Celui-ci a riposté en proposant depuis la fin de l'année 2005 sa propre spécialité de pommes de terre, baptisée Papotas.